# شبكة قطر الوطنية للبحوث والتعليم
شبكة قطر الوطنية للبحوث والتعليم تم إطلاقها في عام 2013 برعاية المجلس الأعلى لتكنولوجيا المعلومات والاتصالات (الذي أصبح الآن جزءا من وزارة النقل والاتصالات). تقوم جامعة قطر بتشغيل وإدارة الشبكة الوطنية للبحوث الزراعية.

## وصلات خارجية
- الموقع الرسمي